# FIFA
Liên đoàn Bóng đá Quốc tế (tiếng Pháp: Fédération Internationale de Football Association,  viết tắt: FIFA /ˈfiːfə/) là cơ quan quản lý bóng đá, bóng đá bãi biển, bóng đá trong nhà và thể thao điện tử nội dung bóng đá ở cấp độ toàn cầu. FIFA chịu trách nhiệm tổ chức các giải thi đấu quốc tế lớn của môn bóng đá, tiêu biểu là World Cup được bắt đầu từ năm 1930 và World Cup nữ từ năm 1991.
FIFA được thành lập vào năm 1904 với mục đích giám sát giải đấu quốc tế giữa các đội tuyển quốc gia của Bỉ, Đan Mạch, Đức, Hà Lan, Pháp, Tây Ban Nha, Thụy Điển và Thụy Sĩ. Có trụ sở tại Zürich, hiện có 211 quốc gia thành viên. Các quốc gia thành viên phải đồng thời là thành viên của một trong sáu liên đoàn châu lục sau: châu Á, châu Âu, Bắc & Trung Mỹ và Caribe, châu Đại Dương, Nam Mỹ và châu Phi.
Mặc dù FIFA không có quyền kiểm soát luật bóng đá (đây là trách nhiệm của Ủy ban bóng đá quốc tế), nhưng họ chịu trách nhiệm trong cả việc tổ chức và quảng bá cho giải đấu, qua đó tạo ra doanh thu từ tài trợ. Ước tính, năm 2013, FIFA thu về hơn 1,3 tỉ đô la Mỹ, lợi nhuận đạt 72 triệu đô la Mỹ, và có lượng dự trữ tiền mặt lên tới hơn 1,4 tỉ đô la Mỹ.
Các báo cáo điều tra của các phóng viên đã cho thấy mối liên kết của lãnh đạo FIFA với các hoạt động tham nhũng, hối lộ và cáo buộc gian lận bầu cử trong cuộc bầu cử Chủ tịch FIFA Sepp Blatter và quyết định trao quyền tổ chức World Cup 2018 và 2022 cho Nga và Qatar. Những cáo buộc này dẫn đến cáo trạng của chính quan chức cấp cao FIFA và năm nhà điều hành doanh nghiệp được đưa ra bởi Bộ Tư pháp Hoa Kỳ về tội gian lận, lừa đảo, và rửa tiền.

## Lịch sử

### Sự hình thành của FIFA
Năm 1902, Anton Wilhelm Hirschman – Tổng Thư ký Liên đoàn bóng đá Hà Lan đã gặp Frederick Wall – Tổng Thư ký Liên đoàn bóng đá Anh đề nghị tổ chức một giải đấu quốc tế chính thức và thành lập một tổ chức bóng đá có quy mô quốc tế. Đề nghị này đã bị nhiều người trong liên đoàn bóng đá Anh khi đó từ chối
Anton Wilhelm Hirschman và nhà báo Robert Guerin của tờ Matin, Thư ký bộ phận bóng đá của Hiệp hội các môn thể thao Pháp (USFSA) tiếp tục gửi thư đến các liên đoàn bóng đá khác ở châu Âu để đề nghị họ cùng đứng ra thành lập một tổ chức bóng đá quốc tế và đã nhận được sự đồng thuận.
Năm 1904, trận giao hữu bóng đá giữa Pháp gặp Bỉ đã diễn ra và được công nhận là trận đấu quốc tế đầu tiên ngày 1 tháng 5 và đến ngày 21 tháng 5 thoả ước thành lập liên đoàn bóng đá chung chính thức được thông qua tại trụ sở của Hiệp hội các môn thể thao Pháp số nhà 229, đường Saint Honoré, Paris, gồm có 7 liên đoàn: Pháp, Bỉ, Hà Lan, Đan Mạch, Thụy Sĩ, Tây Ban Nha và Thụy Điển, bầu Robert Guerin làm chủ tịch đầu tiên.

### Các chủ tịch FIFA
- 1904 - 1906: Robert Guerin;
- 1906 - 1918: Daniel Burley Woolfall;
- 1918 - 1921: do bị tác động của chiến tranh thế giới thứ I nên FIFA đã không có chủ tịch;
- 1921 - 1954: Jules Rimet, ông là vị chủ tịch tại vị lâu nhất của FIFA và là cha đẻ của World Cup và cúp vàng thế giới đầu tiên đã mang tên ông: Cúp Jules Rimet;
- 1954 - 1955: Rodolphe William Seeldrayers, vị chủ tịch tại vị ngắn nhất của FIFA do ông qua đời sớm sau khi nhận chức được 1 năm và có 25 năm làm phó cho Jules Rimes;
- 1955 - 1961: Arthur Drewry;
- 1961 - 1974: Sir Stanley Ford Rous;
- 1974 - 1998: João Havelange. Là người có công lớn thương mại hoá bóng đá, gắn bóng đá với truyền hình và quảng cáo;
- 1998 - 2015: Joseph Sepp Blatter;
- 2016 - nay: Gianni Infantino.

## Cấu trúc

Bản đồ thế giới với sáu liên đoàn châu lục: chi tiết thành viên bên dưới.

### Luật và bộ máy hoạt động
FIFA đặt trụ sở tại Zürich, và là một hiệp hội được thiết lập dưới luật pháp của Thụy Sĩ.

### Sáu liên đoàn thành viên và 211 hiệp hội quốc gia
Bên cạnh cơ quan toàn cầu còn có sáu liên đoàn châu lục được công nhận bởi FIFA nhằm giám sát các trận đấu trên các lục địa và khu vực trên thế giới. Các hiệp hội thành viên, và không phải là liên đoàn châu lục là thành viên của FIFA. Các liên đoàn châu lục được quy định trong điều lệ của FIFA, trở thành thành viên của liên đoàn châu lục là điều kiện tiên quyết để trở thành thành viên của FIFA.
     Liên đoàn bóng đá châu Á (AFC; 46 thành viên)
Australia là thành viên của AFC từ năm 2006
     Liên đoàn bóng đá châu Phi (CAF; 54 thành viên)
     Liên đoàn bóng đá Bắc, Trung Mỹ và Caribe (CONCACAF; 41 thành viên)
Guiana thuộc Pháp, Guyana và Suriname là thành viên của CONCACAF dù họ ở Nam Mỹ. Đội tuyển Guiana thuộc Pháp là thành viên của CONCACAF nhưng không phải của FIFA.
     Liên đoàn bóng đá Nam Mỹ (CONMEBOL; 10 thành viên)
     Liên đoàn bóng đá châu Đại Dương (OFC; 11 thành viên)
     Liên đoàn bóng đá châu Âu (UEFA; 53 thành viên)
Các đội tuyển đại diện cho Armenia, Azerbaijan, Georgia, Israel, Kazakhstan, Nga và Thổ Nhĩ Kỳ là thành viên của UEFA, mặc dù phần lớn hoặc toàn bộ lãnh thổ của họ nằm bên ngoài châu Âu.
Monaco và Vatican không là thành viên của UEFA hay FIFA.
Tổng cộng, FIFA công nhận 211 hiệp hội quốc gia và đội tuyển nam quốc gia của họ cũng như 129 đội tuyển quốc gia nữ; xem danh sách các đội tuyển bóng đá nam quốc gia và mã FIFA của họ. FIFA có nhiều thành viên hơn Liên Hợp Quốc khi FIFA công nhận 23 thực thể phi chủ quyền là các quốc gia khác nhau, như bốn quốc gia cấu thành nằm trong Vương quốc Anh hay đang tranh chấp chính trị vùng lãnh thổ như Palestine và được Israel chấp nhận ngồi chung, FIFA là tổ chức quyền lực, là nơi mà Trung Quốc chấp nhận ngồi chung với Ma Cao, Hong Kong và Đài Loan cùng gia nhập. Hay các lãnh hải đang tranh chấp như Gibralta, Kosovo cũng là thành viên.
Ủy ban công tác FIFA về các quốc gia nhỏ đã phân loại các thành viên tiềm năng của FIFA thành ba loại:
1. Các nhà nước độc lập không thuộc FIFA (Kiribati, Quần đảo Marshall, Micronesia, Monaco, Niue, Palau, Tuvalu)
2. Các vùng lãnh thổ phi độc lập (Guadeloupe, Greenland, Isle of Man, Jersey, Martinique, Quần đảo Bắc Mariana, Réunion, Sint Maarten, Zanzibar)
3. Các khu vực chính trị nhạy cảm (Abkhazia, Crimea, Gibraltar, Kosovo, Bắc Síp, Nam Ossetia).[12][13]

Bảng xếp hạng bóng đá nam FIFA được cập nhật hàng tháng và kết quả của mỗi đội dựa trên thành tích tại các giải quốc tế, vòng loại và các trận giao hữu. Cũng có một bảng xếp hạng dành cho bóng đá nữ, cập nhật bốn lần một năm.

## Công nhận và các giải thưởng
FIFA tổ chức một lễ trao giải hàng năm để ghi nhận những thành tích của cá nhân lẫn tập thể của bóng đá thế giới. Về giải cá nhân, cầu thủ nam xuất sắc nhất nhận giải Quả bóng vàng FIFA còn cầu thủ nữ xuất sắc nhất nhận Cầu thủ xuất sắc nhất năm của FIFA; sau đó giải thưởng dành cho cầu thủ nam đến trước năm 2010 được hợp nhất với Quả bóng vàng châu Âu của France Football. Tại tiệc lớn Ballon d'Or, Giải thưởng FIFA Puskás, FIFA/FIFPro Best XI, Giải thưởng FIFA Fair Play, và Giải thưởng cống hiến của FIFA cũng được trao.
Năm 1994, FIFA công bố Đội hình mọi thời đại của FIFA World Cup. Năm 2000 FIFA công bố kết quả bình chọn trên Internet, tuyên bố Real Madrid là Câu lạc bộ xuất sắc nhất thế kỷ của FIFA. Năm 2002 FIFA công bố Đội hình trong mơ của FIFA, một đội hình toàn sao mọi thời đại được người hâm mộ bình chọn.
Nằm trong một phần của lễ kỷ niệm một trăm năm vào năm 2004, FIFA tổ chức "Trận đấu của thế kỷ" giữa Pháp và Brazil.

## Các nhà tài trợ
Tính đến tháng 10 năm 2024

### Đối tác của FIFA
- Adidas[14]
- Aramco[15]
- Coca-Cola[16]
- Lenovo[17]
- Qatar Airways[18]
- Hyundai–Kia[19]
- Visa[20]

## Các biến thể của FIFA
1. Bóng đá: Được công nhận năm 1904 (nam), 1988 (nữ)
2. Bóng đá trong nhà: Được công nhận năm 1986 (nam), 2023 (nữ)[21][22]
3. Thể thao điện tử: Được công nhận năm 2004
4. Bóng đá bãi biển: Được công nhận năm 2005 (nam), 2019 (nữ)

## Các giải đấu của FIFA
| Đội tuyển quốc gia Nam Giải vô địch bóng đá thế giới Giải vô địch bóng đá U-20 thế giới Giải vô địch bóng đá U-17 thế giới Giải vô địch bóng đá trong nhà thế giới Bóng đá trong nhà nam tại Thế vận hội Trẻ (U-18) Giải vô địch bóng đá bãi biển thế giới Cúp bóng đá các quốc gia Ả Rập ( đội tuyển quốc gia của UAFA ( Thế giới Ả Rập )) FIFA Series (các trận giao hữu) Nữ Giải vô địch bóng đá nữ thế giới Giải vô địch bóng đá nữ U-20 thế giới Giải vô địch bóng đá nữ U-17 thế giới Giải vô địch bóng đá trong nhà nữ thế giới Bóng đá trong nhà nữ tại Thế vận hội Trẻ (U-18) | Câu lạc bộ Nam Giải vô địch bóng đá thế giới các câu lạc bộ Cúp bóng đá Liên lục địa FIFA Youth Cup Nữ Giải vô địch bóng đá nữ thế giới các câu lạc bộ Blue Stars/FIFA Youth Cup | - Cúp Liên đoàn các châu lục |

### Các giải đấu trước đây

Chủ nhà của tất cả các Giải vô địch bóng đá thế giới cấp cao, bao gồm cả nam và nữ, tính đến năm 2014

### Các đội vô địch
| Giải đấu                                                  | Đương kim vô địch                                                | Số lần                                                           | Vô địch nhiều nhất                                               | Số lần          |
| Đội tuyển (Nam)                                           | Đội tuyển (Nam)                                                  | Đội tuyển (Nam)                                                  | Đội tuyển (Nam)                                                  | Đội tuyển (Nam) |
| --------------------------------------------------------- | ---------------------------------------------------------------- | ---------------------------------------------------------------- | ---------------------------------------------------------------- | --------------- |
| Giải vô địch bóng đá thế giới                             | Argentina                                                        | 3                                                                | Brazil                                                           | 5               |
| Giải vô địch bóng đá U-20 thế giới                        | Uruguay                                                          | 1                                                                | Argentina                                                        | 6               |
| Giải vô địch bóng đá U-17 thế giới                        | Đức                                                              | 1                                                                | Nigeria                                                          | 5               |
| Giải vô địch bóng đá trong nhà thế giới                   | Bồ Đào Nha                                                       | 1                                                                | Brazil                                                           | 5               |
| Giải vô địch bóng đá bãi biển thế giới                    | Brazil                                                           | 6                                                                | Brazil                                                           | 6               |
| Cúp bóng đá các quốc gia Ả Rập                            | Algérie                                                          | 1                                                                | Iraq                                                             | 4               |
| Đội tuyển (Nữ)                                            |                                                                  |                                                                  |                                                                  |                 |
| Giải vô địch bóng đá nữ thế giới                          | Tây Ban Nha                                                      | 1                                                                | Hoa Kỳ                                                           | 4               |
| Giải vô địch bóng đá nữ U-20 thế giới                     | Tây Ban Nha                                                      | 1                                                                | Đức                                                              | 3               |
| Giải vô địch bóng đá nữ U-20 thế giới                     | Tây Ban Nha                                                      | 1                                                                | Hoa Kỳ                                                           | 3               |
| Giải vô địch bóng đá nữ U-17 thế giới                     | Tây Ban Nha                                                      | 2                                                                | Tây Ban Nha                                                      | 2               |
| Giải vô địch bóng đá nữ U-17 thế giới                     | Tây Ban Nha                                                      | 2                                                                | Triều Tiên                                                       | 2               |
| Giải vô địch bóng đá nữ trong nhà thế giới                | -                                                                | -                                                                | -                                                                | -               |
| Câu lạc bộ (Nam)                                          |                                                                  |                                                                  |                                                                  |                 |
| Giải vô địch bóng đá thế giới các câu lạc bộ              | Manchester City                                                  | 1                                                                | Real Madrid                                                      | 5               |
| Cúp liên lục địa các câu lạc bộ                           | -                                                                | -                                                                | -                                                                | -               |
| Giải vô địch bóng đá trẻ thế giới các câu lạc bộ          | Zürich                                                           | 3                                                                | Manchester United                                                | 18              |
| Câu lạc bộ (Nữ)                                           |                                                                  |                                                                  |                                                                  |                 |
| Giải vô địch bóng đá nữ thế giới các câu lạc bộ (đề xuất) | -                                                                | –                                                                | -                                                                | –               |
| Giải vô địch bóng đá trẻ nữ thế giới các câu lạc bộ       | Vancouver Whitecaps                                              | 1                                                                | Wolfsburg                                                        | 1               |
| Giải vô địch bóng đá trẻ nữ thế giới các câu lạc bộ       | Vancouver Whitecaps                                              | 1                                                                | Vancouver Whitecaps                                              | 1               |
| Giải vô địch bóng đá trẻ nữ thế giới các câu lạc bộ       | Vancouver Whitecaps                                              | 1                                                                | YB Frauen                                                        | 1               |
| Giải vô địch bóng đá trẻ nữ thế giới các câu lạc bộ       | Vancouver Whitecaps                                              | 1                                                                | Zurich                                                           | 1               |
| Thể thao điện tử                                          |                                                                  |                                                                  |                                                                  |                 |
| eWorld Cup                                                | Umut Gültekin (Umut)                                             | Umut Gültekin (Umut)                                             | Umut Gültekin (Umut)                                             | 1               |
| eNations Cup                                              | Brazil (Gabriel Crepaldi, Klinger Correa, Paulo Henrique Chaves) | Brazil (Gabriel Crepaldi, Klinger Correa, Paulo Henrique Chaves) | Brazil (Gabriel Crepaldi, Klinger Correa, Paulo Henrique Chaves) | 1               |
| eClub World Cup                                           | Riders                                                           | 1                                                                | Complexity Gaming                                                | 1               |
| eClub World Cup                                           | Riders                                                           | 1                                                                | KiNG eSports                                                     | 1               |
| eClub World Cup                                           | Riders                                                           | 1                                                                | Riders                                                           | 1               |
| FIFAe Continental Cup                                     | ProGamer                                                         | 1                                                                | ProGamer                                                         | 1               |
| FIFAe Continental Cup                                     | ProGamer                                                         | 1                                                                | Min Cho Dan                                                      | 1               |

#### Các giải đấu đã bỏ

Chủ nhà của tất cả các giải vô địch bóng đá thế giới của cả nam và nữ

| Giải đấu                               | Lần tổ chức cuối cùng | Đội vô địch cuối cùng | Số lần | Đội vô địch nhiều nhất | Số lần |
| -------------------------------------- | --------------------- | --------------------- | ------ | ---------------------- | ------ |
| Cúp Liên đoàn các châu lục             | 2017                  | Đức                   | 1      | Brasil                 | 4      |
| Bóng đá nam tại Thế vận hội Trẻ Mùa hè | 2014                  | Peru                  | 1      | Bolivia                | 1      |
| Bóng đá nam tại Thế vận hội Trẻ Mùa hè | 2014                  | Peru                  | 1      | Peru                   | 1      |
| Bóng đá nữ tại Thế vận hội Trẻ Mùa hè  | 2014                  | Trung Quốc            | 1      | Chile                  | 1      |
| Bóng đá nữ tại Thế vận hội Trẻ Mùa hè  | 2014                  | Trung Quốc            | 1      | Trung Quốc             | 1      |

## FIFA+
Vào tháng 4 năm 2022, FIFA đã ra mắt FIFA+, một dịch vụ OTT cung cấp tới 40.000 trận đấu trực tiếp mỗi năm, bao gồm 11.000 trận đấu của bóng đá nữ. Cũng có xác nhận rằng FIFA sẽ cung cấp nội dung lưu trữ, bao gồm mọi trận đấu của Giải vô địch bóng đá thế giới và Giải vô địch bóng đá nữ thế giới được ghi lại bằng máy quay, cùng với nội dung phim tài liệu gốc. Eleven Sports sau đó được cho là chịu trách nhiệm đưa các trận đấu trực tiếp lên nền tảng FIFA+.
FIFA+ phát sóng tất cả các trận đấu của Giải vô địch bóng đá trẻ thế giới ở cả hai giới, bắt đầu từ Giải vô địch bóng đá U-20 thế giới 2023. FIFA+ cũng phát trực tiếp Giải vô địch bóng đá nữ thế giới 2023 tại một số khu vực được chọn như Nhật Bản, Brasil, Indonesia và Thái Lan.
FIFA+ sở hữu bản quyền các giải đấu tại Châu Đại Dương bao gồm OFC Champions League và Vòng loại bóng đá nữ tại Thế vận hội khu vực châu Đại Dương. Dịch vụ cũng có bản quyền đối với các giải đấu trong nước và đội tuyển quốc gia của New Zealand.

### Các giải đấu
- Giải vô địch bóng đá nữ U-16 châu Đại Dương
- National League
- Chatham Cup
- Kate Sheppard Cup
- TNM Super League
- FDH Bank Cup
- Airtel Top 8
- Bhutan Premier League
- WE League Kracie Cup
- Memorial Paolo Rossi
- Serie C Now
- Bhausaheb Bandodkar Memorial Trophy
- Segunda División Femenina
- TOPO centras euronics motery A lyga
- TOPsports Pirma lyga
- Primus League
- Premier League
- DFA Premier League
- Coupe du President
- Cúp bóng đá châu Đại Dương
- Giải vô địch bóng đá U-19 châu Đại Dương
- Giải vô địch bóng đá U-16 châu Đại Dương
- OFC Women's Olympic Football Tournament
- OFC Men's Champions League
- OFC Futsal Men's Champions League
- Cúp bóng đá trong nhà nữ châu Đại Dương
- Ford Futsal Superleague
- CAF Women's Champions League COSAFA Qualifier
- GFF Elite League
- CFU Boys' U14 Challenge Series
- Premier League
- Copa Interclubes Femenina UNCAF
- Coupe du Congo
- Mauritian Premier League
- HOLLYWOODBETS COSAFA Cup 2024
- Cape Verdean Football Championship